# Châteauponsac
Châteauponsac est une commune française située dans le département de la Haute-Vienne, en région Nouvelle-Aquitaine.

## Géographie

### Localisation

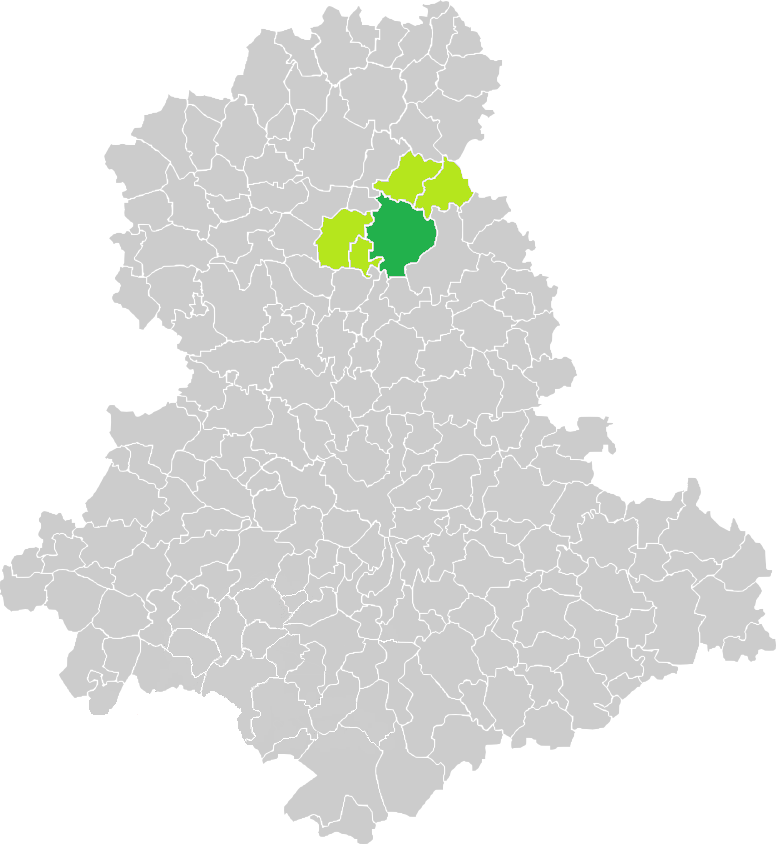
Situation de la commune de Châteauponsac en Haute-Vienne.

La partie ancienne de la ville est perchée sur un promontoire dominant un méandre encaissé de la Gartempe, un affluent de la Creuse. La partie méridionale, plus montagneuse, offre des cimes assez élevées et dépourvues de végétation : près du village des Taffres, à la limite sud de la commune, l'altitude est de 471 mètres. La partie septentrionale est beaucoup en plaine et ses points les plus élevés varient entre 300 et 400 mètres.

### Communes limitrophes
Les communes limitrophes sont Saint-Sornin-Leulac, Balledent, Bessines-sur-Gartempe, Dompierre-les-Églises, Rancon, Saint-Amand-Magnazeix, Villefavard et Saint-Pardoux-le-Lac.
| Dompierre-les-Églises, Villefavard | Saint-Sornin-Leulac  | Saint-Amand-Magnazeix |
| Rancon                             | Châteauponsac        | Bessines-sur-Gartempe |
| Balledent                          | Saint-Pardoux-le-Lac |                       |

### Climat
Pour des articles plus généraux, voir Climat de la Nouvelle-Aquitaine et Climat de la Haute-Vienne.
Historiquement, la commune est exposée à un climat océanique limousin.  
En 2020, Météo-France publie une typologie des climats de la France métropolitaine dans laquelle la commune est exposée à un climat océanique altéré et est dans la région climatique  Ouest et nord-ouest du Massif Central, caractérisée par une pluviométrie annuelle de 900 à 1 500 mm, maximale en automne et en hiver.
Pour la période 1971-2000, la température annuelle moyenne est de 11,3 °C, avec une amplitude thermique annuelle de 14,9 °C. Le cumul annuel moyen de précipitations est de 944 mm, avec 12,4 jours de précipitations en janvier et 7,7 jours en juillet. Pour la période 1991-2020, la température moyenne annuelle observée sur la station météorologique la plus proche, située sur la commune de Magnac-Laval à 12,34 km à vol d'oiseau, est de 12,0 °C et le cumul annuel moyen de précipitations est de 880,4 mm,. Pour l'avenir, les paramètres climatiques de la commune estimés pour 2050 selon différents scénarios d’émission de gaz à effet de serre sont consultables sur un site dédié publié par Météo-France en novembre 2022.

## Urbanisme

### Typologie
Au 1er janvier 2024, Châteauponsac est catégorisée bourg rural, selon la nouvelle grille communale de densité à sept niveaux définie par l'Insee en 2022.
Elle est située hors unité urbaine. Par ailleurs la commune fait partie de l'aire d'attraction de Limoges, dont elle est une commune de la couronne,. Cette aire, qui regroupe 127 communes, est catégorisée dans les aires de 200 000 à moins de 700 000 habitants,.

### Occupation des sols
L'occupation des sols de la commune, telle qu'elle ressort de la base de données européenne d’occupation biophysique des sols Corine Land Cover (CLC), est marquée par l'importance des territoires agricoles (73,1 % en 2018), en diminution par rapport à 1990 (74,1 %). La répartition détaillée en 2018 est la suivante : 
zones agricoles hétérogènes (36,4 %), prairies (36,1 %), forêts (25,5 %), zones urbanisées (1,5 %), terres arables (0,5 %). L'évolution de l’occupation des sols de la commune et de ses infrastructures peut être observée sur les différentes représentations cartographiques du territoire : la carte de Cassini (XVIIIe siècle), la carte d'état-major (1820-1866) et les cartes ou photos aériennes de l'IGN pour la période actuelle (1950 à aujourd'hui).

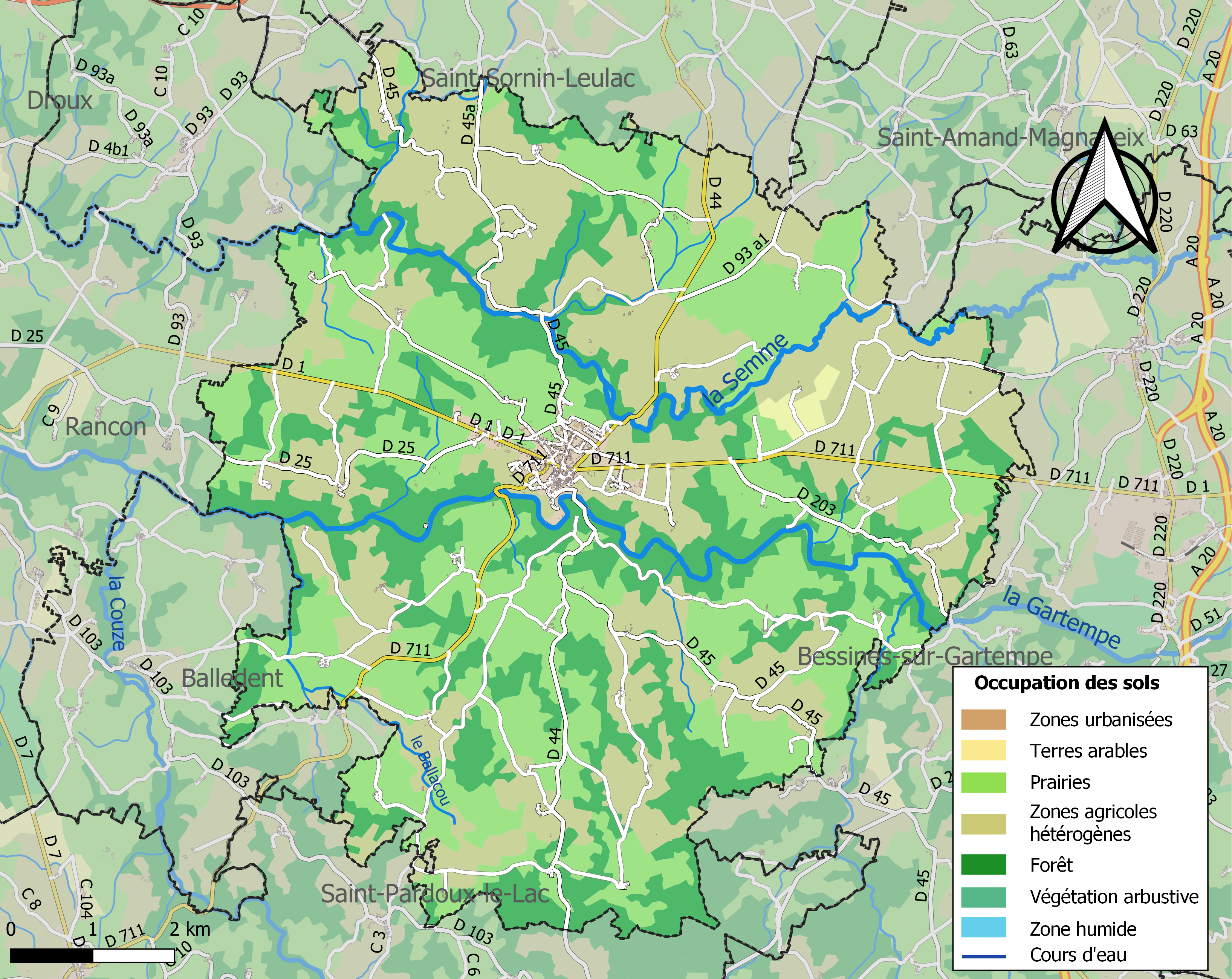
Carte des infrastructures et de l'occupation des sols de la commune en 2018 (CLC).

### Risques majeurs
Le territoire de la commune de Châteauponsac est vulnérable à différents aléas naturels : météorologiques (tempête, orage, neige, grand froid, canicule ou sécheresse) et séisme (sismicité faible). Il est également exposé à un risque particulier : le risque de radon. Un site publié par le BRGM permet d'évaluer simplement et rapidement les risques d'un bien localisé soit par son adresse soit par le numéro de sa parcelle.

#### Risques naturels

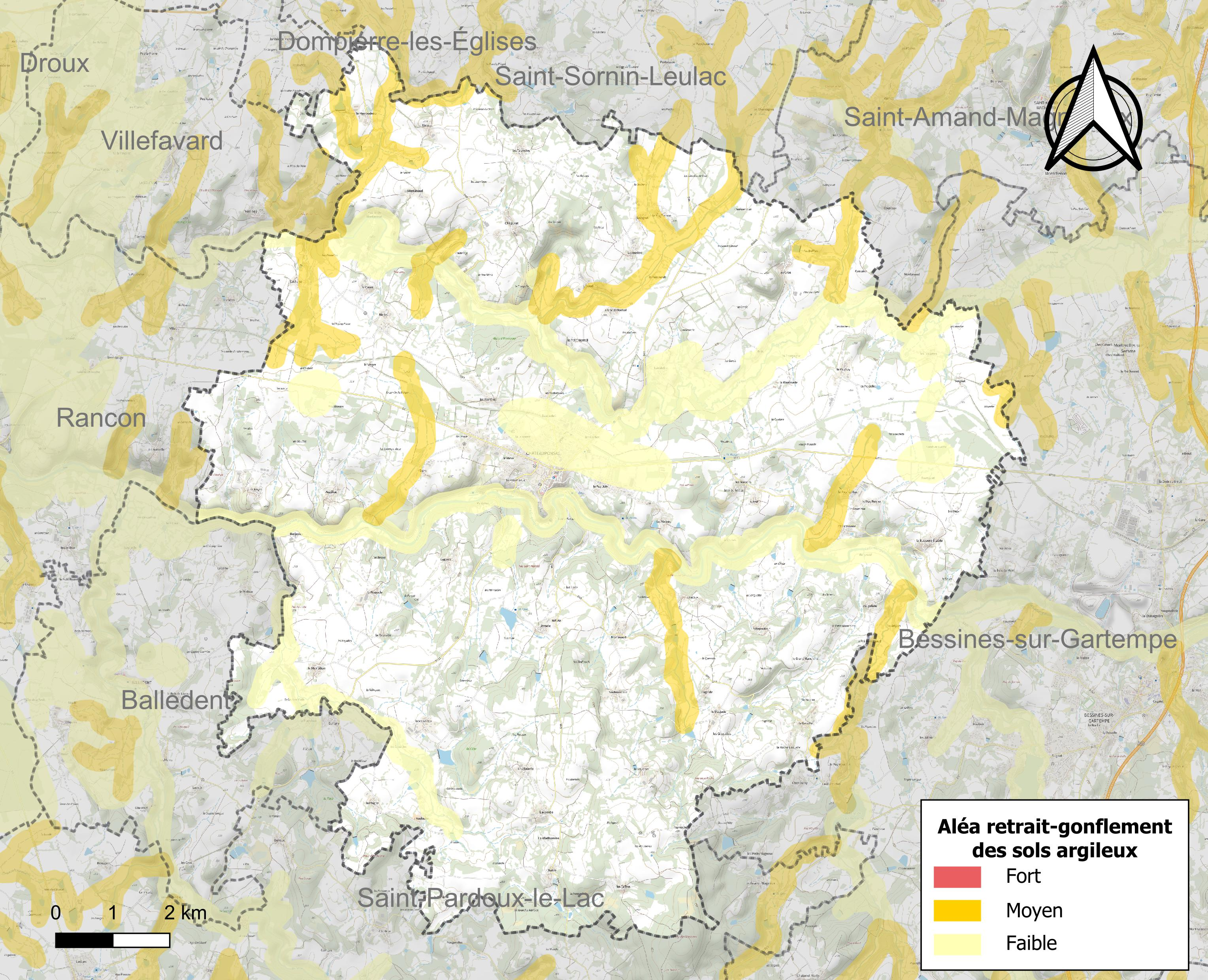
Carte des zones d'aléa retrait-gonflement des sols argileux de Châteauponsac.

Le retrait-gonflement des sols argileux est susceptible d'engendrer des dommages importants aux bâtiments en cas d’alternance de périodes de sécheresse et de pluie. 9 % de la superficie communale est en aléa moyen ou fort (27 % au niveau départemental et 48,5 % au niveau national métropolitain). Depuis le 1er octobre 2020, en application de la loi ÉLAN, différentes contraintes s'imposent aux vendeurs, maîtres d'ouvrages ou constructeurs de biens situés dans une zone classée en aléa moyen ou fort,.
La commune a été reconnue en état de catastrophe naturelle au titre des dommages causés par les inondations et coulées de boue survenues en 1982 et 1999 et par des mouvements de terrain en 1999.

#### Risque particulier
Dans plusieurs parties du territoire national, le radon, accumulé dans certains logements ou autres locaux, peut constituer une source significative d’exposition de la population aux rayonnements ionisants. Selon la classification de 2018, la commune de Châteauponsac est classée en zone 3, à savoir zone à potentiel radon significatif.

## Toponymie
La première mention de Châteauponsac est portée par une monnaie mérovingienne : Potincaco. Puis on trouve une forme composée au XIIe siècle, Chastel Poensac, d'où vient directement le toponyme actuel. Le deuxième élément du composé est une formation gallo-romaine, dérivée avec le suffixe -acus du nom de personne latin Potentius.
Le monastère de Châteauponsac est attesté en 1212 : monasterium de Ponciaco cum capella sanctae Mariae.
Au XIVe siècle, on trouve le nom de Castro-Ponssat.
Durant la Révolution, la commune porte le nom de Ponsac-la-Montagne.
En occitan, le nom de la commune est Chastél Ponçac, prononcé [Châté pwènsa].
Ses habitants sont appelés les Châtelauds.

## Histoire

### Les origines
Les premiers documents écrits concernant Châteauponsac sont deux monnaies mérovingiennes où l'on trouve les formes Potentaco et Potento. Potentaco pourrait être une contraction de Potentiacum dérivé d'un homme latin, Potentius. On sait que très souvent le suffixe -acus ou -acum s'ajoute à un anthroponyme pour marquer la propriété ; et ici c'est le cas. Les origines du site actuel du bourg seraient donc cette propriété. Mais il ne faut pas pour autant imaginer l'imposante villa gallo-romaine : il peut s'agir d'une propriété beaucoup plus modeste, voire d'un simple lieu-dit. Tout ce que ce nom doit suggérer c'est qu'à l'époque gallo-romaine, un certain Potentius est propriétaire d'une terre sur l'emplacement de l'actuel Châteauponsac mais nous ne connaissons ni la nature, ni l'étendue, ni la localisation de sa propriété.
Un petit camp militaire semble s'être malgré tout développé. Situé au carrefour de deux voies romaines, au IIIe siècle, il aurait pris comme premier nom celui de Castrum Potentiacum, le « château de Potentius » ou « le camp militaire construit sur le domaine de la famille Potentius ». Avec le temps, quelques habitations s'installent à proximité. Les Romains ont laissé des traces de leur passage tout le long de la Gartempe telle l'antique voie romaine sur la rive gauche de la rivière en sortant de la cité par le pont dit romain.
Au moment des invasions barbares du Ve siècle, la cité de Castrum Potentiacum est rasée.

### Châteauponsac au Moyen Âge (VIe- débutXIVesiècle)
Au VIe siècle, deux ermites s'installent près du bourg. Ils vont permettre la renaissance du lieu. On ne sait pas grand-chose de cette période si ce n'est qu'au VIIIe siècle, une église mérovingienne voit le jour : il s'agit de l'église Saint-Martin (près de la librairie actuelle). L'édifice en lui-même ne garde comme trace de son ancienne utilisation que deux baies romanes et l'ancienne porte (façade nord).
Au Xe siècle, des féodaux voisins, les seigneurs de Rancon, s'intéressent au bourg sans doute pour s'assurer le contrôle des grands axes routiers de la région. Ils auraient ordonné la fortification d'un antique ouvrage militaire (peut-être romain ou franc ?) appelé "Châtelard" dominant la route et le lieu de franchissement de la Gartempe, au-dessous de la ville actuelle de Châteauponsac. Aimery de Rancon fait élever une église dédiée à saint Pierre (emplacement de la mairie actuelle) pour remplacer celle, alors ruinée, qui s'élevait sous le même vocable au bord de la Semme. L'édifice est déplacé le long de l'axe nord-sud, vers la Gartempe, presque jusqu'au carrefour que forme cette voie avec celle qui vient de Saint-Hilaire-la-Treille. En 1019, les Rancon donneront cette chapelle à l'abbaye Saint-Martial de Limoges qui l'affectera à son prieuré de La Souterraine.
En 1030, un autre seigneur de Rancon, fait donation à l'abbaye de Déols, en Berry, du bourg de Saint-Martin-de-Châteauponsac. Celle-ci y installe un monastère en 1039 et y bâtit, en 1042, au-dessous de la chapelle Saint-Pierre, une église consacrée à saint Thyrse, martyr à Alexandrie.
C'est autour du monastère que la population va se grouper, tant au nord, vers l'église Saint-Pierre, qu'au sud jusqu'au Châtelard.
C'est encore au XIe siècle, vers 1080, que sont posées les premières pierres de la chapelle Notre-Dame, située en contrebas du bourg, à l'est de la chapelle Saint-Pierre. Elle devient rapidement un lieu important de pèlerinage de toute la contrée. Plusieurs fois remaniée et agrandie, elle est élevée au rang d'église paroissiale au début du XIVe siècle.

### Châteauponsac à l'épreuve de la guerre de Cent Ans (XIVe-XVesiècles)
Situé entre le domaine royal et les possessions anglaises, le Limousin a été un des principaux champs de bataille de la guerre de Cent Ans. Après la bataille de Poitiers (1356), les Anglais dominent la Marche. De nombreux soldats passent et séjournent à « Castro-Ponssat » (le nouveau nom de la ville au XIVe siècle). Les troupes armées du Prince de Galles — le « Prince Noir » — s'emparent du château-fort de Rancon et poussent une pointe jusqu'à « Castro-Ponssat » qui est épargné. En 1370, le Prince Noir pille et dévaste la cité de Limoges. En passant à Castro-Ponssat, il saccage l'église Saint-Thyrse, renverse la voûte de la nef et la façade occidentale, incendie en partie la chapelle Notre-Dame. Pour terminer, il ravage Rancon.
À la suite des dévastations de la guerre qui commence, les moines de la ville sont appelés à regagner l'abbaye-mère de Déols. Ceux qui restent quittent leur monastère pour une maison conventuelle de taille plus modeste qu'ils fondent entre 1318 et 1358 : le prieuré (actuel Musée René Baubérot).
En 1372-1373, Jean de Bourbon libère la Marche. Même aux heures les plus sombres des règnes de Charles VI et de Charles VII, la domination française ne sera jamais sérieusement menacée. Sur place, la défense s'organise. De 1380 à 1395, un château est construit sur la rive gauche de la Gartempe, dans une position très pittoresque. Construit pour surveiller la vallée, il prend le nom de « château de Ventenat ». C'est une épaisse bâtisse rectangulaire flanquée de quatre tours. Détruit en 1793, il servit de carrière. Il ne reste désormais que des ruines.
Les véritables fléaux du Limousin pendant cette période sont les épidémies et le brigandage des grandes campagnes. De leurs repaires, des bandes armées fondent sur le pays et le rongent littéralement. À la suite d'une importante bagarre entre les habitants du bourg et des soldats (pillage du prieuré et de nombreuses maisons), l'abbé de Déols décide, en 1420, de fortifier le prieuré en incluant l'église Saint-Thyrse dans les fortifications, mais non l'église Saint-Pierre dépendant de La Souterraine, pas plus que l'église Saint-Martin, trop éloignée. Mais comme la sécurité est toujours troublée par les soldats du château du Dorat, des remparts, percés de trois portes fortifiées, sont alors édifiés autour de la ville (1429-1431). L'église Saint-Thyrse devient alors église paroissiale en lieu et place de l'église Saint-Martin, qui en devient une simple annexe. Elle devient également une véritable forteresse : une tour est adossée à l'église qui est agrandie pour accueillir la population tandis qu'une salle d'armes est aménagée dans les combles. Châteauponsac a ainsi deux paroisses, Saint-Thyrse en ville murée et Saint-Pierre « hors les murs ». La chapelle Notre-Dame est restaurée.

### La Réforme et les guerres de Religion (XVIesiècle)[23]
Le protestantisme, né avec Luther et Calvin, ne se propage pas dans la cité qui subit, malgré tout, les conséquences des grands bouleversements pendant la période des guerres de Religion.
En 1564, une communauté de prêtres séculiers est fondée pour se charger du service de l'église Saint-Thyrse. Leur nombre est alors assez considérable. Ils ne seront dispersés qu'au moment de la Révolution.
En 1584, le chef calviniste Rochebrune, ayant sous ses ordres les capitaines huguenots Le Dreuille, Savary, Pressiniac, Foussac et Busseroles, donne l'assaut à la ville mais il est repoussé et tué pendant l'offensive.
Après la bataille de Coutras en 1587, un nommé Lamorie, qui faisait la guerre pour le roi de Navarre et le parti protestant, s'empare par surprise de la cité avec ses compagnons. Ils y séjournent quelques mois et y lèvent des hommes et de l'argent. Ils profanent et brûlent la chapelle Notre-Dame.
La ville est à nouveau prise le 14 juin 1588 et pillée, puis en 1591 par le comte de la Guiche. Le prince de Conti la reprend peu après.

### Châteauponsac à l'époque moderne (XVIIe–XVIIIesiècles)[23]
Au début du XVIIe siècle, le pont romain, qui fait communiquer la ville avec la rive gauche de la Gartempe, construit au XIe siècle en même temps que l'église Saint-Thyrse, sans doute sur les ruines d'une construction romaine (d'où son nom), est très endommagé. Il est sur le point de s'écrouler quand, en 1609, Henri IV accorde 2 400 livres pour le rebâtir. Les habitants fournissent une somme équivalente et les travaux sont engagés.
En 1625, la chapelle Notre-Dame, très endommagée par les guerres de religion, est restaurée. Elle est agrandie en 1728. Le grand portail est dans le goût de la Renaissance. Deux grandes ouvertures sont pratiquées à ses côtés pour permettre à la foule des pèlerins de suivre les cérémonies de culte lorsqu'ils ne pouvaient pas tous contenir sous ses voûtes.
En 1631, la peste sévit dans la cité. Une des victimes de ce fléau est Gaspard Benoît, trésorier de France, mort le 15 septembre. Il est enterré dans l'église Saint-Martin.
En 1648, une "maladrerie" de fondation royale est créée.
En 1664, l'église Saint-Pierre, la plus ancienne de la ville, accueille une confrérie de pénitents noirs.
Plusieurs villages de la paroisse, notamment à l'est,dépendaient de la commanderie hospitalière voisine de Morterolles.

### Châteauponsac sous la Révolution et l'Empire (1789-1815)[23]
Sous la Révolution, l'église Saint-Pierre devient salle commune tandis que l'église Saint-Thyrse devient le Temple pour "le culte de la Raison". En 1793, les troubles sont assez considérables à "Ponsac-la-Montagne" (le nouveau nom de la cité) pour alarmer Limoges qui envoie, plusieurs fois, des commissaires et des troupes afin de ramener l'ordre.
La ville voit aussi certains de ses enfants s'illustrer tel François-Gédéon Lavalette-Deverrine (1775-1800). Volontaire au 3e bataillon de la Haute-Vienne, capitaine à 17 ans, il se forme sur les champs de bataille de l'armée d'Italie pendant les grandes campagnes de 1796-1797. Adjudant général en 1800, Deverrine est blessé mortellement au combat de Bamberg en Franconie, le 3 décembre, et est enterré, par ordre du général en chef Pierre Augereau, à la place où il avait reçu le coup mortel.

### Le protestantisme à Châteauponsac (depuis leXIXesiècle)
En 1846, les pasteurs Pilatte (de Limoges) et Boubila (de Rancon) prêchent à Châteauponsac, deux ans après la conversion de Villefavard au protestantisme. Les prosélytes sont nombreux, notamment au village d'Auzillac. Un temple est construit assez rapidement et le poste pastoral sera desservi de 1846 à 1909, avant que l'église réformée de Châteauponsac soit rattachée à celle de Villefavard en 1910.
Le dimanche 8 janvier 1854, le maire de Châteauponsac, escorté de deux gendarmes, interrompt le culte au temple. Le dimanche suivant, 15 janvier, le commissaire de police de Magnac-Laval appose les scellés sur la porte du temple, qui restera fermé jusqu'en 1856, comme les temples de Villefavard et de Thiat.

## Politique et administration

### Liste des maires
| Période                                  | Période                  | Identité                             | Étiquette    | Qualité |
| ---------------------------------------- | ------------------------ | ------------------------------------ | ------------ | --- |
| 1813                                     |                          | Jean-Baptiste Mathieu Ventenat       |              | Maire, |
| 1824                                     |                          | Etienne Félix Jupile du Boisverd     |              | Maire |
| 1832                                     |                          | Joseph Tardy                         |              | Maire |
| 1837                                     |                          | Martial Courcelle                    |              | Maire |
| 1843                                     |                          | Marie Joseph Jules de Lacelle        |              | Maire |
| 1846                                     |                          | Pierre André Junien Tardy Planechaud |              | Maire |
| 1871                                     |                          | Brissaud                             |              | Maire |
| 1874                                     |                          | Pierre André Junien Tardy Planechaud |              | Maire |
| 1878                                     |                          | Pierre Amable Brissaud               |              | Maire |
| 1881                                     |                          | Henri Thomas Lacouriere              |              | Maire |
| 1884                                     |                          | Pierre Hippolyte Duchateau           |              | Maire |
| 1892                                     | 1896                     | Xavier Mazurier                      |              | Maire |
| 1935                                     |                          | Xavier Mazurier                      |              | Maire |
| 1939                                     | ?                        | Léon Debelut                         |              | Maire |
| Les données manquantes sont à compléter. |                          |                                      |              | |
| mai 1945                                 | juin 1949 (décès)        | Maxime Aussuire                      | SFIO         | Conseiller général du canton de Châteauponsac (1945 → 1949) |
| juin 1949                                | février 1953 (démission) | Paul Boutinaud                       |              | |
| mai 1953                                 | mars 1965                | Raymond Despujols                    | SFIO         | Conseiller général du canton de Châteauponsac (1955 → 1967) |
| mars 1965                                | mars 1971                | Georges Mathieu                      |              | |
| mars 1971                                | mars 1989                | Marcel Mocœur                        | SFIO puis PS | Professeur de collège Député de la 3e circonscription de la Haute-Vienne (1981 → 1986 puis 1988 → 1993) Conseiller général du canton de Châteauponsac (1967 → 1992) |
| mars 1989                                | mars 2008                | Gérard Lamardelle                    | PS           | Préparateur en pharmacie retraité Conseiller général du canton de Châteauponsac (1992 → 2015)                                                                       |
| mars 2008                                | En cours                 | Gérard Rumeau                        | DVD puis LR  | Chef d'entreprise Conseiller départemental du canton de Châteauponsac (2015 → 2021)                                                                                 |
| Les données manquantes sont à compléter. |                          |                                      |              | |

### Jumelages
- Burgthann (Allemagne), voir Burgthann (de).

## Population et société

### Démographie
L'évolution du nombre d'habitants est connue à travers les recensements de la population effectués dans la commune depuis 1793. Pour les communes de moins de 10 000 habitants, une enquête de recensement portant sur toute la population est réalisée tous les cinq ans, les populations de référence des années intermédiaires étant quant à elles estimées par interpolation ou extrapolation. Pour la commune, le premier recensement exhaustif entrant dans le cadre du nouveau dispositif a été réalisé en 2008.

En 2022, la commune comptait 2 028 habitants, en évolution de −0,2 % par rapport à 2016 (Haute-Vienne : −0,68 %, France hors Mayotte : +2,11 %).
| 1793  | 1800  | 1806  | 1821  | 1831  | 1836  | 1841  | 1846  | 1851  |
| ----- | ----- | ----- | ----- | ----- | ----- | ----- | ----- | ----- |
| 3 823 | 3 739 | 3 668 | 3 771 | 3 742 | 3 829 | 3 837 | 3 795 | 3 822 |

| 1856  | 1861  | 1866  | 1872  | 1876  | 1881  | 1886  | 1891  | 1896  |
| ----- | ----- | ----- | ----- | ----- | ----- | ----- | ----- | ----- |
| 3 926 | 3 827 | 3 809 | 3 751 | 3 710 | 4 013 | 4 018 | 3 970 | 4 025 |

| 1901  | 1906  | 1911  | 1921  | 1926  | 1931  | 1936  | 1946  | 1954  |
| ----- | ----- | ----- | ----- | ----- | ----- | ----- | ----- | ----- |
| 3 936 | 3 994 | 3 974 | 3 556 | 3 593 | 3 446 | 3 240 | 3 222 | 3 127 |

| 1962  | 1968  | 1975  | 1982  | 1990  | 1999  | 2006  | 2008  | 2013  |
| ----- | ----- | ----- | ----- | ----- | ----- | ----- | ----- | ----- |
| 3 115 | 2 885 | 2 849 | 2 604 | 2 409 | 2 252 | 2 186 | 2 164 | 2 050 |

| 2018  | 2022  | - | - | - | - | - | - | - |
| ----- | ----- | - | - | - | - | - | - | - |
| 2 038 | 2 028 | - | - | - | - | - | - | - |

## Culture locale et patrimoine

### Lieux et monuments

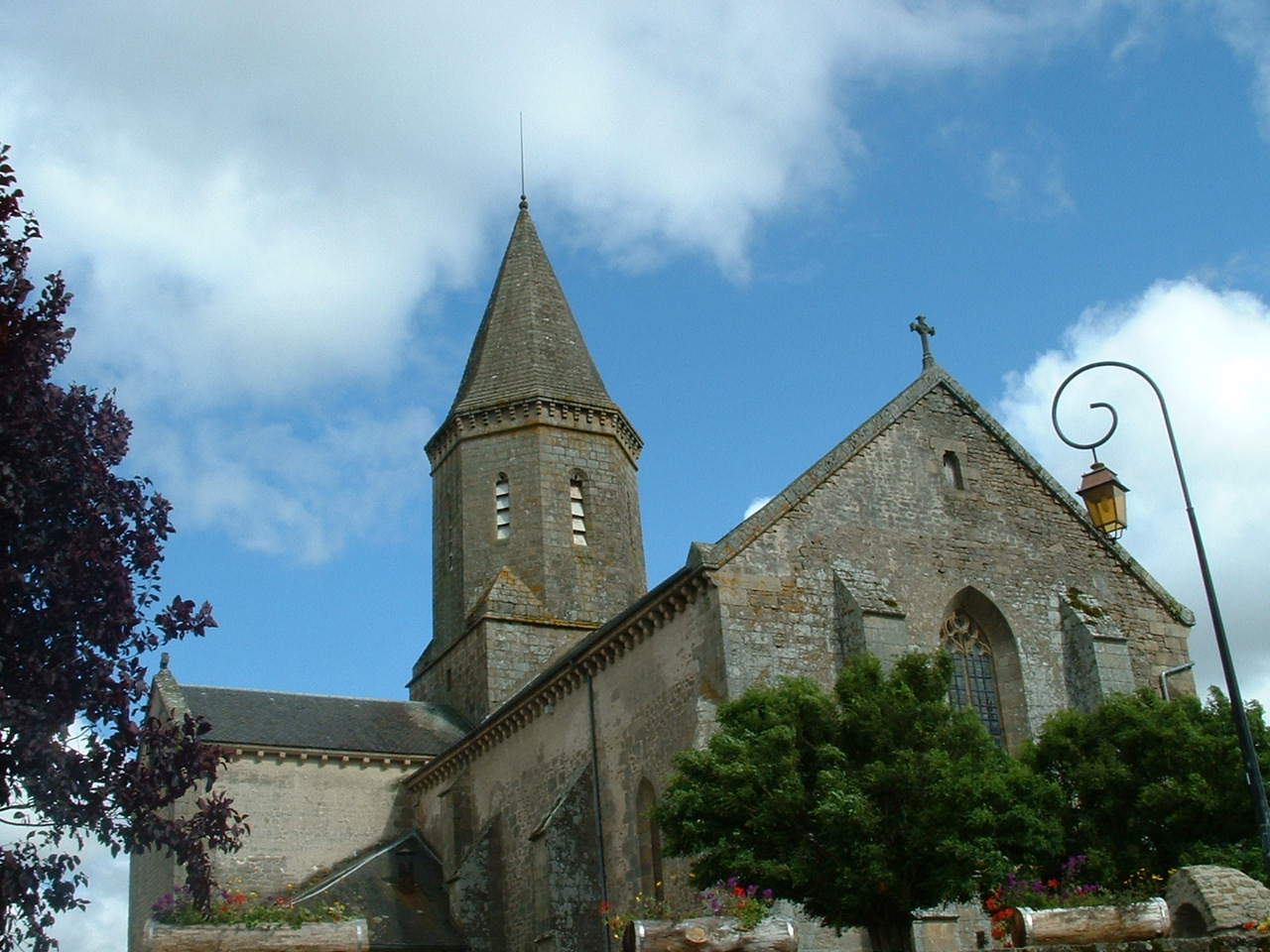
Église Saint-Thyrse.

Village d'origine romaine au passé monastique, perché sur un promontoire rocheux, Châteauponsac est riche de lieux historiques et de points de vue sur la Gartempe. On y trouve notamment :
- L'Église Saint-Thyrse de Châteauponsac, classée au titre des monuments historiques.
- Le musée d'histoire et d'archéologie René-Baubérot, installé depuis 1964 dans l'ancien prieuré bénédictin fondé en 1318 par le pape Jean XXII[32],[33].
- Le pont de Châteauponsac sur la Gartempe, dit Pont romain[34] classé au titre des monuments historiques.
- La chapelle Notre-Dame-de-Toute-Bonté.
- Le quartier dit sous-le-moustier (c'est-à-dire « sous le monastère »). C'est le vieux quartier de Châteauponsac situé sur les ruines du camp gallo-romain et du monastère. Les maisons sont typiques du XVe siècle : elles possèdent encore leurs resserres et leurs bûchers au rez-de-chaussée. Les appartements sont à l'étage. On y accède par des escaliers extérieurs en pierre avec auvent. Il n'y a pas de maisons à colombage comme dans le quartier de la Boucherie à Limoges. Ceci est surtout lié au sol châtelaud, très pierreux.
- Le pont interrompu dit de la Bergère, sur la Semme.
- L'ancien pont du tramway sur la Semme, à proximité de l'ancienne petite usine de pompage d'eau pour les locomotives à vapeur.
- Les deux belvédères du Moustier et de Saint-Martial, se faisant face de part et d'autre de la Gartempe.
- L'ancienne gare ferroviaire et son château d'eau.

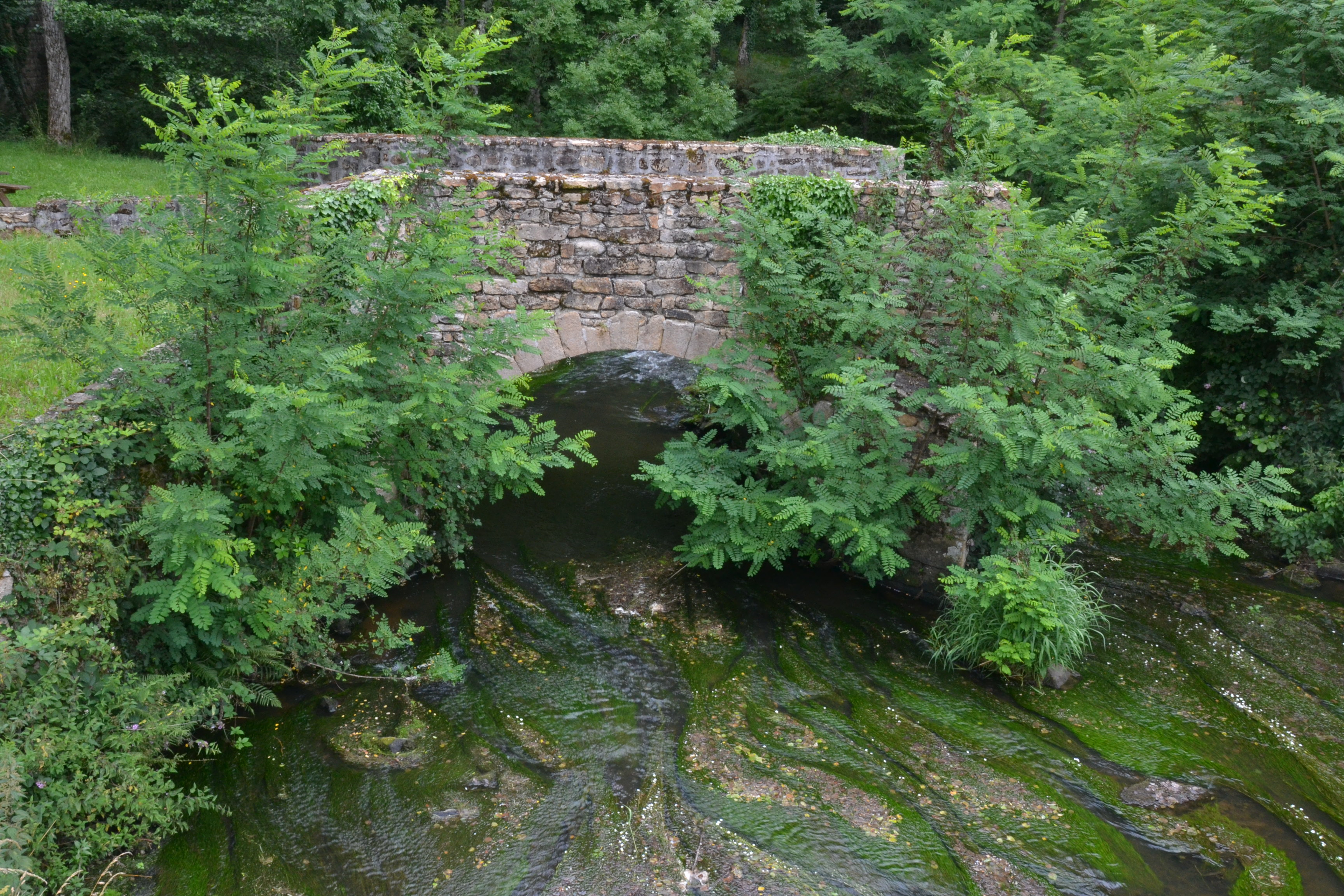
Le pont de la Bergère, sur la Semme.
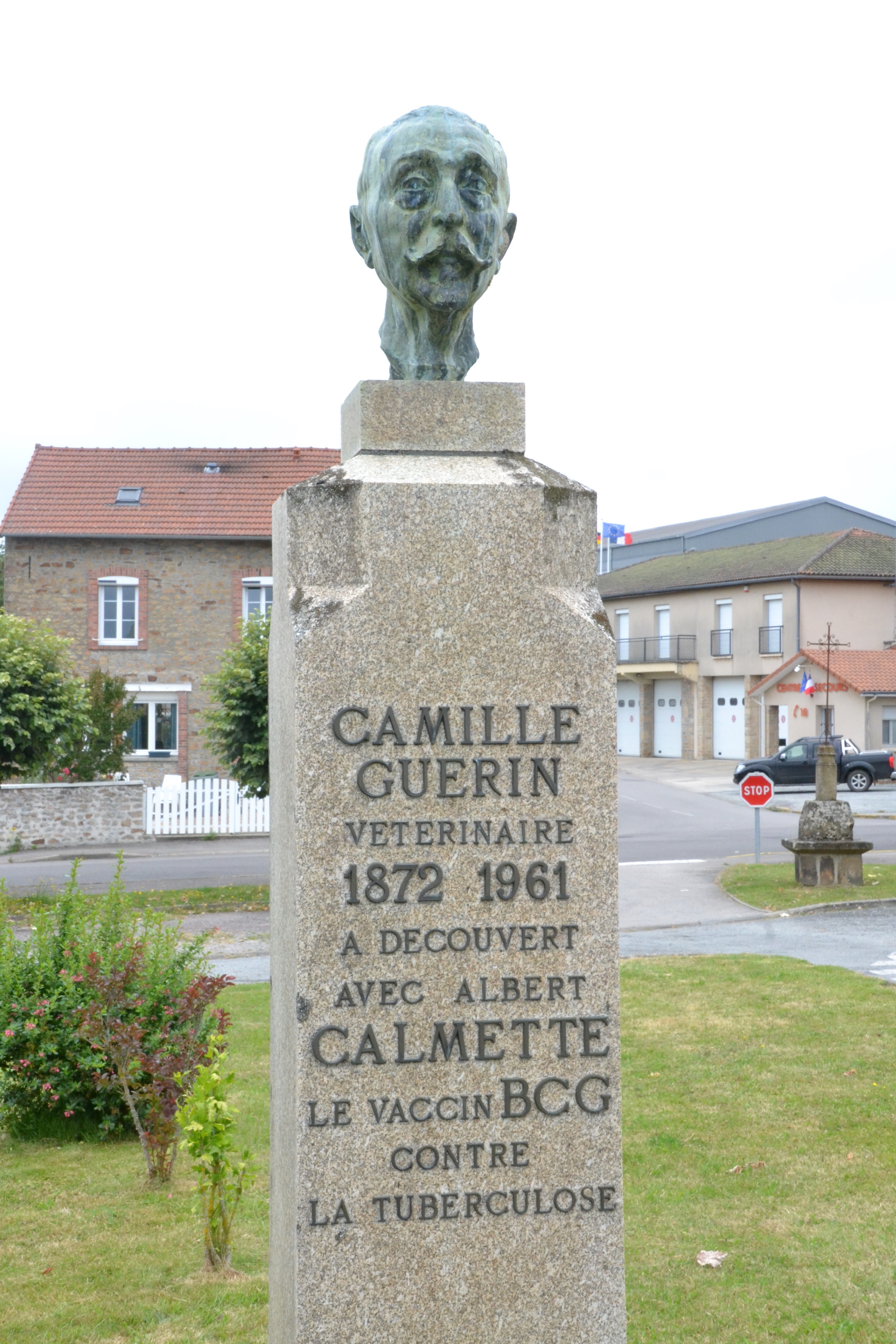
Buste de Camille Guérin.
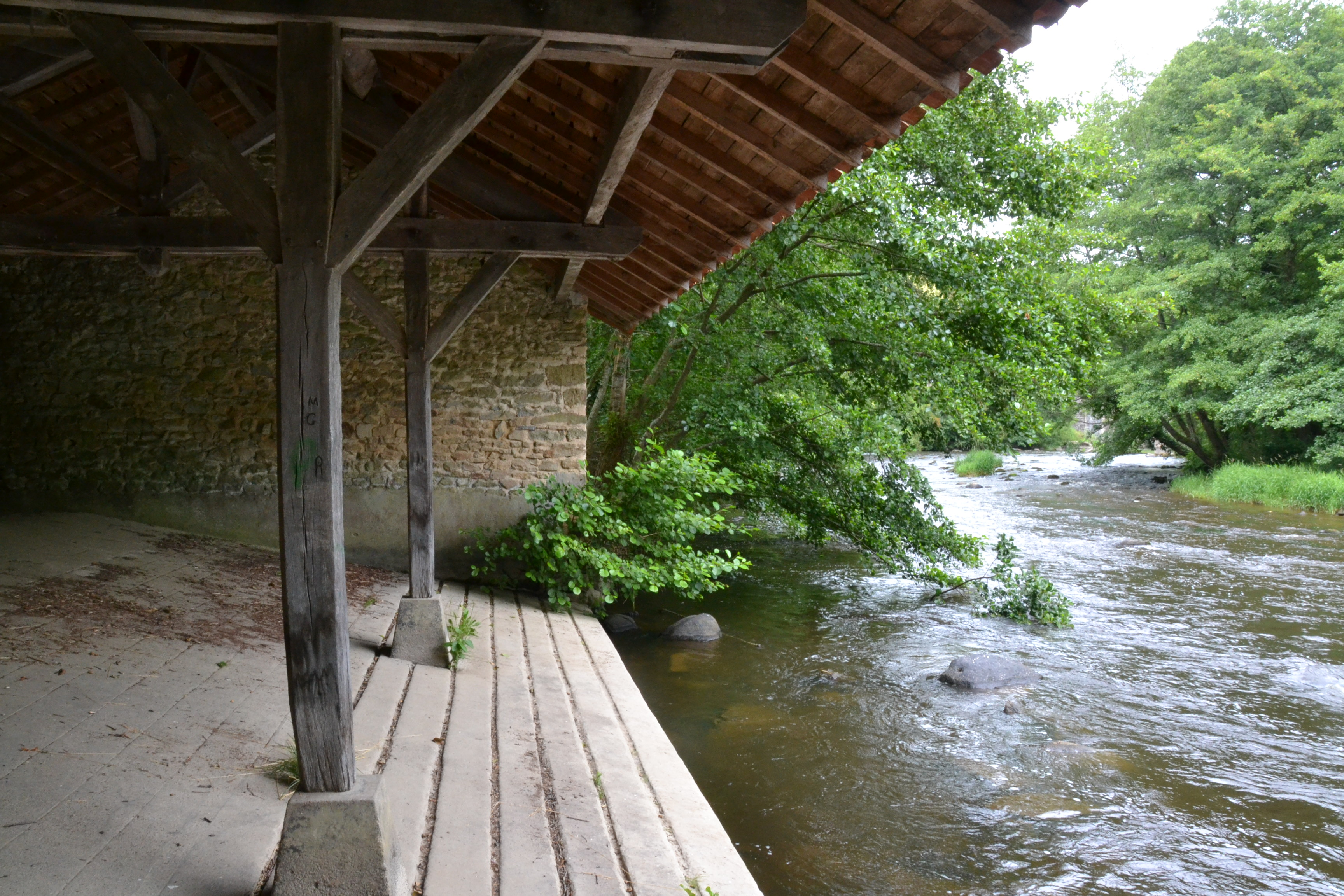
Ancien lavoir, sur les rives de la Gartempe.
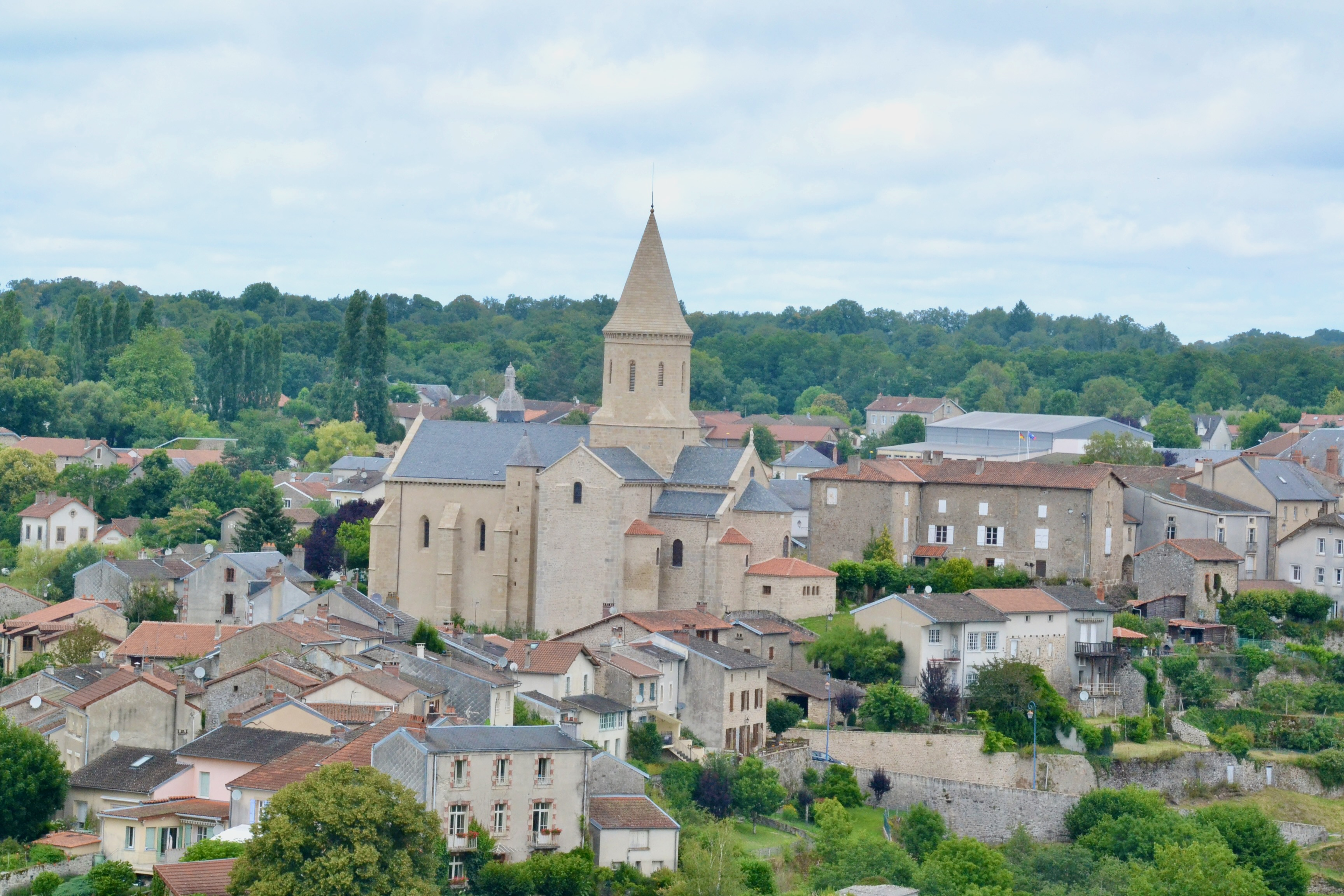
Vue sur le bourg, depuis la rive gauche de la Gartempe.

### Patrimoine culturel
- Les références au lieu factice de « l'hospice des Feuilles-Mortes de Châteauponsac » dans l'émission de radio Les Grosses Têtes, ont fait du nom de la ville un nom d'usage relativement commun pour une commune de taille modeste.
- Châteauponsac est également connu pour la raison qu'y fut tournée en partie la série Un village français. Le générique montre d'ailleurs une vue d'ensemble du village.
- Sur "la Biaça"  le site des archives audiovisuelles de l'Institut d’études occitanes du Limousin.

### Personnalités liées à la commune
René Vaubourdolle, (1894-1979), éditeur
- François Joseph Ducoux (1808-1873), homme politique, préfet de Police de Paris.
- Xavier Mazurier est un homme politique Français né le 13 octobre 1860 à Saint-Sornin-Leulac et décédé le 17 juillet 1948 à Châteauponsac.
- Jean Baubérot, historien et sociologue, né en 1941 à Chateauponsac

### Héraldique
Armes de la ville de Châteauponsac :

« D'azur, à la fasce d'argent. »

— (Malte-Brun, in la France illustrée, tome V, 1884)

## Pour approfondir